# Corsinia coriandrina
Corsinia coriandrina là một loài rêu trong họ Corsiniaceae. Loài này được Spreng. Lindb. mô tả khoa học đầu tiên năm 1877.